# Physical Review
Physical Review là tạp chí khoa học có đánh giá của Hoa Kỳ, do Hội Vật lý Mỹ (APS, American Physical Society) xuất bản, và là một trong những tạp chí lâu đời nhất và được kính nể nhất về vật lý. Tạp chí xuất bản nghiên cứu gốc (original research) cũng như các bài đánh giá khoa học và văn liệu về tất cả các khía cạnh của vật lý. Tạp chí này nằm trong chuỗi thứ ba của nó, và được chia thành nhiều tạp chí phụ bao gồm một lĩnh vực cụ thể của vật lý. Nó có một tạp chí chị em, Physical Review Letters, xuất bản các bài báo ngắn hơn và có sự quan tâm rộng rãi hơn.
Physical Review được Edward Nichols thành lập năm 1893, được Hội Vật lý Mỹ hợp tác từ năm 1913. Khi tạp chí trở nên ngày càng mở rộng, đầu tiên là sự tách ra các tạp chí "Letters" vào năm 1958, và năm 1970 đã tách tạp chí chính thành các phần (A-D) .
Gia đình của tạp chí, đặc biệt là Physical Review Letters, được xem là một trong những tạp chí được kính trọng nhất về vật lý. Chỉ những bài báo có chất lượng rất cao mới được chấp nhận thông qua quá trình đánh giá đồng đẳng. Trong nhiều lĩnh vực vật lý, một ấn phẩm có trong sự đánh giá của Khoa học và Tự nhiên .

## Danh sách tạp chí
| Tạp chí                                    | Viết tắt             | Biên tập                                                      | Chỉ số ảnh hưởng (2016) | Xuất bản  | Lĩnh vực                                                                               | ISSN                                        | Website                   |
| ------------------------------------------ | -------------------- | ------------------------------------------------------------- | ----------------------- | --------- | -------------------------------------------------------------------------------------- | ------------------------------------------- | ------------------------- |
| Physical Review Series I                   | Phys. Rev.           |                                                               |                         | 1893–1912 | Tất cả Vật lý                                                                          |                                             | Tất cả các tập            |
| Physical Review Series II                  | Phys. Rev.           |                                                               |                         | 1913–1969 | Tất cả Vật lý                                                                          |                                             | Archive of Tất cả các tập |
| Physical Review Letters                    | Phys. Rev. Lett.     | Hugues Chate Reinhardt B. Schuhmann Robert Garisto Sami Mitra | 8.462                   | 1958–...  | Nghiên cứu cơ bản quan trọng trong tất cả các lĩnh vực vật lý                          | ISSN 0031-9007 (print) ISSN 1079-7114 (web) | 1958–2002 2003–...        |
| Physical Review A                          | Phys. Rev. A         | Gordon W. F. Drake Thomas Pattard                             | 2.925                   | 1970–...  | Thông tin vật lý nguyên tử, phân tử và quang học và lượng tử                           | ISSN 1050-2947 (print) ISSN 1094-1622 (web) | 1970–2002 2003–...        |
| Physical Review B                          | Phys. Rev. B         | Laurens W. Molenkamp Anthony M. Begley                        | 3.836                   | 1970–...  | Vật lý vật chất ngưng tụ và khoa học vật liệu                                          | ISSN 1098-0121 (print) ISSN 1550-235X (web) | 1970–2002 2003–...        |
| Physical Review C                          | Phys. Rev. C         | Benjamin F. Gibson Christopher Wesselborg                     | 3.820                   | 1970–...  | Vật lý hạt nhân                                                                        | ISSN 0556-2813 (print) ISSN 1089-490X (web) | 1970–2002 2003–...        |
| Physical Review D                          | Phys. Rev. D         | Erick J. Weinberg Urs Heller                                  | 4.506                   | 1970–...  | Vật lý hạt cơ bản, trường, trọng trường, vũ trụ học vật lý                             | ISSN 1550-7998 (print) ISSN 1550-2368 (web) | 1970–2002 2003–...        |
| Physical Review E                          | Phys. Rev. E         | Eli Ben-Naim Dirk Jan Bukman                                  | 2.366                   | 1993–...  | Vật lý thống kê, Lý thuyết hỗn độn, sinh học và vật chất mềm                           | ISSN 1539-3755 (print) ISSN 1550-2376 (web) | 1970–2002 2003–...        |
| Physical Review X                          | Phys. Rev. X         | Cristina Marchetti Jean-Michel Raimond Ling Miao              | 12.789                  | 2011–...  | "Phạm vi đối tượng rộng khuyến khích giao tiếp trên các lĩnh vực liên quan"            | ISSN 2160-3308 (web)                        | Tất cả các tập            |
| Physical Review Accelerators and Beams     | Phys. Rev. AB        | Frank Zimmermann                                              | 1.444                   | 1998–...  | Gia tốc hạt cơ bản và tia                                                              | ISSN 2469-9888 (web)                        | Tất cả các tập            |
| Physical Review Physics Education Research | Phys. Rev. PER       | Charles Henderson                                             | 2.083                   | 2005–...  | Nghiên cứu vật lý giáo dục                                                             | ISSN 2469-9896 (web)                        | Tất cả các tập            |
| Physics                                    | Physics              | Jessica Thomas                                                |                         | 2008–...  | Tất cả vật lý                                                                          | ISSN 1943-2879 (web)                        | Tất cả các tập            |
| Physical Review Applied                    | Phys. Rev. Appl.     | Stephan Forrest Julie Kim-Zajonz                              | 4.808                   | 2014–...  | "Tất cả các khía cạnh của ứng dụng thực nghiệm và lý thuyết của vật lý"                | ISSN 2331-7019 (web)                        | Tất cả các tập            |
| Physical Review Fluids                     | Phys. Rev. Fluids    | John Kim L. Gary Leal                                         |                         | 2016–...  | "Nghiên cứu đổi mới sẽ làm tăng đáng kể sự hiểu biết cơ bản về động lực học chất lỏng" | ISSN 2469-990X (web)                        | Tất cả các tập            |
| Physical Review Materials                  | Phys. Rev. Materials | Chris Leighton                                                |                         | 2017–...  | "nghiên cứu gôc chất lượng cao trong vật liệu"                                         | ISSN 2475-9953 (web)                        | Tất cả các tập            |
| Physical Review Research                   | Phys. Rev. Research  | Michael Thoennessen                                           |                         | 2019–...  | "các lĩnh lực vật lý được quan tâm"                                                    |                                             | Tất cả các tập            |

## Chỉ dẫn
1. 1 2 3  Volumes 133-140 of the Series II in years 1964 and 1965 were split into issues A and B. Later they were unified into a single series again.[3] They are different from Phys. Rev. A and B of the third series. For example "Phys. Rev. 133 A1 (1964)" is an article of Ser. II, while "Phys. Rev. A 1 1 (1970) is of Phys. Rev. A.